# Grand Champ
| Críticas profissionais | Críticas profissionais |
| Pontuações agregadas   | Pontuações agregadas   |
| Fonte                  | Avaliação              |
| ---------------------- | ---------------------- |
| Metacritic             | (58/100)               |
| Avaliações da crítica  |                        |
| Fonte                  | Avaliação              |
| Allmusic               | [ 2 ]                  |
| Blender                | [ 3 ]                  |
| Mojo                   | [ 4 ]                  |
| Pop Matters            | (favorável)            |
| RapReviews             | [ 6 ]                  |
| Rolling Stone          | [ 7 ]                  |
| Spin                   | (B-)                   |
| Sputnikmusic           | [ 9 ]                  |
| Vibe                   | [ 10 ]                 |
| USA Today              | [ 11 ]                 |

Grand Champ é o quinto álbum do rapper estadunidense DMX, lançado em 16 de setembro de 2003. Grand Champ contém os singles populares Where the Hood At? e Get it on the Floor. O álbum vendeu cerca de 312.000 cópias em sua primeira semana e estreou na primeira posição no Billboard 200, sendo que foi o quinto álbum lançado por DMX a estrear logo na primeira posição.
Quando comparado a seus lançamentos anteriores, este álbum foi o que menos fez sucesso, eventualmente recebendo a certificação de Platina com mais de 1.1 milhão de cópias vendidas, apesar de ter sido #1 na Billboard 200, o tempo que ficou nas lojas foi relativamente curto.

## Lista de músicas
| #  | Música                             | Produtor(es)                                                     | Aparição especial(is)                                  | Duração |
| -- | ---------------------------------- | ---------------------------------------------------------------- | ------------------------------------------------------ | ------- |
| 1  | "Dog Intro"                        | Darold "Pop" Trotter                                             | Bashir Fadai                                           | 3:32    |
| 2  | "My Life"                          | Dart La                                                          | Chinky                                                 | 3:09    |
| 3  | "Where the Hood At?"               | Tuneheadz                                                        |                                                        | 4:46    |
| 4  | "Dogs Out"                         | Kanye West                                                       |                                                        | 4:03    |
| 5  | "Get It On The Floor"              | Swizz Beatz                                                      | Swizz Beatz                                            | 4:22    |
| 6  | "Come Prepared" (Skit)             | Jay "Icepick" Jackson, Joaquin "Waah" Dean                       |                                                        | 0:35    |
| 7  | "Shot Down"                        | Salaam Wreck                                                     | Styles P, 50 Cent                                      | 3:42    |
| 8  | "Bring The Noize"                  | Tuneheadz                                                        |                                                        | 3:30    |
| 9  | "Untouchable"                      | Tony Pizarro                                                     | Syleena Johnson, Cross, Infa-Red, Sheek Louch, Drag-On | 6:05    |
| 10 | "Fuck Y'all"                       | Ron Browz                                                        |                                                        | 3:43    |
| 11 | "Ruff Radio" (Skit)                | Jay "Icepick" Jackson, Joaquin "Waah" Dean                       |                                                        | 0:43    |
| 12 | "We're Back"                       | Tuneheadz                                                        | Eve, Jadakiss                                          | 4:25    |
| 13 | "Ruff Radio 2" (Skit)              | Jay "Icepick" Jackson, Joaquin "Waah" Dean                       |                                                        | 0:18    |
| 14 | "Rob All Night (If I'm Gonna Rob)" | Rockwilder                                                       |                                                        | 3:27    |
| 15 | "We Go Hard"                       | No I.D.                                                          | Cam'Ron                                                | 3:36    |
| 16 | "We 'Bout To Blow"                 | Dame Grease                                                      | Big Stan                                               | 3:31    |
| 17 | "The Rain"                         | DJ Scratch                                                       |                                                        | 3:27    |
| 18 | "Gotta Go" (Skit)                  | Jay "Icepick" Jackson, Joaquin "Waah" Dean                       |                                                        | 1:07    |
| 19 | "Don't Gotta Go Home" (Mix)        | Antoine "Bam" Macon, Ryan Bowser, Mr. Devine, Victor Flowers     | Monica                                                 | 4:17    |
| 20 | "A'Yo Kato"                        | Swizz Beatz                                                      | Magic, Val                                             | 3:46    |
| 21 | "Thank You"                        | DMX, Nemo, Ron H, Reggie Flowers, Gerald Flowers, Victor Flowers | Patti LaBelle                                          | 3:01    |
| 22 | "Prayer V"                         | DMX                                                              |                                                        | 1:47    |
| 23 | "On Top" (Faixa bônus)             | Mac G                                                            | Big Stan                                               | 3:34    |

## Paradas musicais
| Parada musical (2003)             | Melhor posição |
| --------------------------------- | -------------- |
| Australian Albums Chart           | 32             |
| Austrian Albums Chart             | 20             |
| Belgium Albums Chart              | 38             |
| Canada Albums Chart               | 2              |
| French Albums Chart               | 16             |
| German Albums Chart               | 6              |
| Netherlands Albums Chart          | 28             |
| New Zealand Albums Chart          | 7              |
| Swedish Albums Chart              | 42             |
| Swiss Albums Chart                | 10             |
| UK Albums Chart                   | 6              |
| U.S. Billboard 200                | 1              |
| U.S. Billboard R&B/Hip-Hop Albums | 1              |

| Precedido por Heavier Things de John Mayer | Álbuns número um na Billboard 200 28 de Setembro de 2003 - 4 de Outubro de 2003 | Sucedido por Speakerboxxx/The Love Below de OutKast |